# William Pepperell Montague
William Pepperell Montague (11 novembre 1873 - 1er août 1953) est un philosophe américain qui s'est distingué par le rôle qu'il a joué dans l'émergence du mouvement néoréaliste aux États-Unis et par son engagement en faveur d'une vision panpsychiste de l'univers. 

## Parcours intellectuel
Montague est né en 1873 à Chelsea, dans le Massachusetts, au sein d'une famille profondément chrétienne. Après des études au Bernard College et à l'université Columbia, il entre à Harvard où il se spécialise en philosophie. Il montre déjà un grand intérêt pour le problème de l'union du corps et de l'esprit (problème corps-esprit). C'est à Harvard qu'il subit l'influence du philosophe naturaliste George Herbert Palmer, puis celle de Santayana, qui l'initie à la philosophie platonicienne et à sa théorie des essences, et de Josiah Royce, qui lui enseigne l'histoire de la philosophie et sa propre philosophie idéaliste. 
Après avoir obtenu son doctorat de philosophie en 1898 avec une thèse portant sur « les implications ontologiques de la Raison Pratique », Montague commence sa carrière universitaire à l'université de Californie à Berkeley où il apprend à enseigner auprès du philosophe et théologien George Holmes Howison. Il s'initie également à la physique et s'adonne aux mathématiques, ce qui l'éloigne de la recherche philosophique. En 1903, il intègre à nouveau l'université Columbia et reprend son travail de recherche pour élaborer, sous l'influence du philosophe réaliste Frederick J. E. Woodbrige, sa théorie « présentative » de la perception. En 1910, Montague travaille avec Ralph Perry et Edwin Holt à l'édification d'une philosophie réaliste de la perception et de la connaissance qui constituera le noyau doctrinal du mouvement « néoréaliste » (New realism) dans les années suivantes. 
Après l'échec de son association avec les néoréalistes à la fin de la décennie, Montague tente d'élaborer sa propre conception de la relation entre le monde et l'esprit en confrontant ses idées à la théorie de la relativité d'Einstein, ainsi qu'à la théorie de l'évolution de Darwin. Il travaille dans le même temps pour une fondation de recherche scientifique, la Carnegie Institution, qui lui donne l'opportunité de séjourner à l'étranger, en Italie, en Tchécoslovaquie et au Japon en particulier. Il poursuit sa carrière d'enseignant chercheur à Columbia jusqu'en 1947, année où il prend sa retraite. Il décède à New York en 1953.

## Philosophie

### L'attitude philosophique
En philosophie, Montague valorise l'audace intellectuelle et l'ambition de la recherche. Pour lui, la philosophie atteint son plus haut sommet lorsqu'elle arrive à proposer une « Grande Vision » (Great Vision), même si aucune preuve ne vient l'étayer. 
La philosophie est pour lui avant tout une attitude, un projet et une méthode. L'attitude philosophique véritable commence par une forme d'autonomie de la pensée et de défiance à l'égard de l'autorité. Le philosophe doit s'affranchir des opinions et des croyances établies afin de réaliser le projet central de la recherche philosophique : la recherche d'une synthèse générale des connaissances fondamentales et la compréhension de ses implications. La méthode philosophique ne consiste pas, quant à elle, dans une analyse approfondie des phénomènes ou dans l'établissement de preuves, mais dans une vision imaginative du monde. Montague affirme même dans Great Visions que c'est dans sa capacité à dévoiler de nouvelles « possibilités significatives » que la philosophie doit tirer sa fierté. Il préconise en ce sens ce qu'il appelle un « pur anarchisme coopératif » qui laisse libre cours à l'imagination des philosophes, dans le cadre certes restrictif d'une coopération où chacun doit pouvoir se faire comprendre de l'autre et progresser avec lui. 
Comparant la philosophie à l'art, Montague prétend que le philosophe est dans son activité créatrice comme l'artiste, bien que contrairement à ce dernier, il se restreint sévèrement aux types de créations qu'il autorise. Le philosophe peut être vu comme un artiste qui canalise sa créativité dans la réalisation d’œuvres visionnaires qui sont vraisemblables (« probablement vraies ») et qui fonctionnent comme des guides pour l'action.

### La question du réalisme
C'est en 1910 que se manifeste pour la première fois, sous la forme d'une proclamation intitulée « A program and First Platform of Six Realists », un mouvement qui sera baptisé deux ans plus tard New Realism (« néo-réalisme ») et qui a à sa tête Montague et Ralph Perry. Les thèses néoréalistes  de Montague telles qu'elles apparaissent dans le programme de 1910 sont les suivantes :
- « L'existence d'une chose n'est pas liée au fait ni ne dépend du fait que quelqu'un en fait l'expérience, la perçoit, la conçoit ou en est conscient d'une quelconque manière »[4]
- Il existe des essences ou universaux qui ne dépendent pas de la conscience que nous en avons, qui ne sont pas empiriquement observables, mais qui sont logiquement identifiables. Ainsi : « 7 + 5 = 12 s'explique entièrement par la nature de sept, de cinq et de douze et pas le moins du monde par la nature de la conscience. »[5]
- La connaissance est « présentative ». En tant qu'elle est une relation comme les autres, « elle appartient au même monde que son objet. Elle a sa place dans l'ordre de la nature. Elle n'a rien de transcendantal ni de surnaturel »[6]

C'est le problème de l'erreur, et en particulier le problème de l'erreur des sens, qui provoque la scission du groupe néoréaliste entre une « aile gauche », représentée par Perry, et une « aile droite », incarnée par Montague. Si l'idée et la chose ne font qu'un, comme le soutiennent les néoréalistes de l'aile gauche, comment l'erreur est-elle possible ? Tandis que pour Perry, l'erreur vient du monde, qui est toujours restitué fidèlement par les sens (y compris dans sa « déformation »), pour Montague, la possibilité de l'erreur signifie que les relations de perception et de connaissance ne sont pas complètement objectives et qu'il faut s'en tenir à la théorie classique de l'objectivité des choses :
« Il me semble certain que les choses qui constituent le monde existant […] ont, en dernière analyse, des positions univoques, indépendantes de toutes les combinaisons contradictoires sous lesquelles elles peuvent nous apparaître. »
Montague rejette donc la thèse néoréaliste de l'objectivité de la connaissance qu'il avait préalablement adopté et affirme même que les néoréalistes se sont « rendus sans condition au vieux phénoménalisme » en identifiant les objets aux phénomènes perçus.

### Une défense du panpsychisme
Tout au long de sa carrière William Montague a montré un vif intérêt pour l'esprit et il en a développé une conception naturaliste en termes d'énergie potentielle. Il constate que de même qu'on ne peut pas percevoir directement une pensée consciente dans un organisme vivant, on ne peut pas  percevoir l'énergie potentielle d'une entité matérielle en tant que telle. Montague considère alors qu'il est légitime d'identifier ces deux aspects fondamentaux de la nature afin d'expliquer l'unité profonde entre la conscience et la nature. Les processus cérébraux sont dès lors interprétés comme une manifestation d'un champ d'énergie d'une grande complexité identifiable à la conscience. Celle-ci n'est pas un phénomène émergeant à partir de la matière inerte, mais une propriété de la matière elle-même présente partout dans l'univers.
En 1905, Montague publie un article intitulé « Panpsychisme et monisme » (Panpsychism and Monism), dans lequel il défend le panpsychisme de Charles Augustus Strong contre les critiques suscitées par Théodore Flournoy, la principale d'entre elles étant que le panpsychisme est « simplement verbal » et donc « méthodologiquement inutile ». Il s'agit d'une critique classique à l'encontre du panpsychisme : l'intériorité mentale des individus est intrinsèquement non vérifiable et la postuler ailleurs que chez les animaux reste pure spéculation. Montague met en avant contre cette idée que le panpsychisme n'est méthodologiquement inutile que si l'on choisit d'en ignorer les implications. De toute évidence, selon lui, il existe de nombreuses façons possibles de modifier les pensées, les actions ou les valeurs en adoptant une perspective panpsychiste.
Dans son article de 1912 intitulé « Une théorie réaliste de la vérité et de l'erreur » (A Realistic Theory of Truth and Error), Montague oppose le matérialisme (ou « panhylisme ») à deux versions bien distinctes du panpsychisme : une version « positive » selon laquelle « toute matière a quelque chose de psychique », et une version « négative » d'après laquelle « toute matière n'est que psychique ». Après avoir remis en cause la version négative, Montague expose sa propre théorie, une variante positive du panpsychisme qu'il appelle l'hylopsychisme et qui établit une forme de parallélisme entre l'esprit et le corps.

## Publications principales

### Articles
- « A Theory of Time Perception », The American Journal of Psychology, vol. 15, 1904.
- «  Consciousness a Form of Energy », in Essays Philosophical and Psychological in Honor of William James, New York, 1908.
- « A Realistic Theory of Truth and Error », in The New realism, New York, 1912.
- « The Einstein Theory and a Possible Alternative », Philosophical Review, mars 1924.
- « Time and the Fourth Dimension », University of California Publications in Philosophy, 1925.
- «  A Materialistic Theory of Emergent Evolution » in Essays in Honor of John Dewey, New York, 1929.
- « Confessions of an Animistic Materialist », in Contemporary Americans Philosophy, New York, 1930, vol. II.

### Monographies
- Belief Unbound – A Promethean Religion for a Modern World, New Haven, Yale University Press, 1930.
- The Chances of Surviving Death, Cambridge (Mass.), Harvard University Press, 1934.

### Recueils de textes
- The Ways of Knowing, Londres, Allen & Unwin, 1925.
- The Ways of Things, New York, Prentice-Hall, 1940.